# Chauvigny
Chauvigny é uma comuna francesa na região administrativa da Nova Aquitânia, no departamento de Vienne. Estende-se por uma área de 95,82 km². Em 2010 a comuna tinha 7 159 habitantes (densidade: 74,7 hab./km²).